# Orlando de Oliveira Alvarenga
Orlando de Oliveira Alvarenga (Muzambinho, 18 de dezembro de 1899 — São Paulo, 12 de agosto de 1932) foi um escrevente brasileiro e mártir da Revolução Constitucionalista de 1932.

## Biografia
Orlando de Oliveira Alvarenga nasceu na cidade de Muzambinho, em 18 de dezembro de 1899, filho de Ozório Alvarenga e de Maria Oliveira Alvarenga, e irmão de Antônio Alvarenga. Se casou com Annita do Val, com quem teve um filho, Oscar Alvarenga. Na época de sua morte exercia na capital paulista a função de escrevente juramentado.
No dia 23 de maio de 1932, Alvarenga foi ferido por disparos de arma de fogo em um protesto ocorrido na frente do prédio do Partido Popular Paulista (ex-Legião Revolucionária e entidade de caráter político-militar), organização então encabeçada por Miguel Costa, cujo endereço era na Rua Barão de Itapetininga, Praça da Republica. Os disparos foram efetuados de dentro daquele prédio por soltados integrantes da organização. Alvarenga, gravemente ferido, foi conduzido a Santa Casa de Misericórdia, internado no quarto de número nove. Veio a falecer no Hospital Santa Rita no dia 12 de agosto do mesmo ano, tendo sido sepultado no Cemitério São Paulo.
Segundo Manuel Octaviano Marcondes de Souza, pai de Dráusio Marcondes Souza, em seu livro "Fomos vencidos?" de 1933, Alvarenga nada tinha a ver com a manifestação do dia 23 de maio, tendo sido alvejado quando retornava do trabalho em uma rua adjacente a rua Barão de Itapetininga. Também diz que ele e seus colegas ajudaram a localizar a família de Alvarenga e comunicar-lhes o ocorrido, tendo ele sido internado inicialmente num quarto logo ao lado onde seu filho estava.
Em 1993, o pesquisador Hely Felisberto Carneiro descobriu Orlando de Alvarenga como o quinto morto naquele fatídico evento histórico. Conforme sua pesquisa, Orlando Alvarenga foi gravemente ferido naquele dia com um tiro de fuzil em sua coluna lombar, que esfacelou sua medula. Embora socorrido, veio a falecer após 81 dias internado. Diante da descoberta, o pesquisador agiu para consertar os registros históricos sobre a Revolução de 1932 e conseguiu que, em setembro de 1993, a diretoria da Sociedade Veteranos de 1932 reconhecesse a omissão.

## Homenagens
Em sua memória, o governo do Estado de São Paulo oficializou, pelo Decreto 46.718, editado em 25 de abril de 2002, o Colar Cruz do Alvarenga e dos Heróis Anônimos. Em 2004, com a Lei Estadual nº 11.658, foi instituído o "Dia dos Heróis MMDCA" a ser comemorado, anualmente, no dia 23 de maio, em memória e homenagem àqueles jovens mortos. Pelo Estado de São Paulo há inúmeros logradouros nomeados em sua memória, assim como aos demais nomes da sigla MMDC, a exemplo de Sorocaba em que foi sancionada a Lei municipal nº 6.814 designando a Rua nº 1 do Jardim Itapoã como "Orlando de Alvarenga". Em Campinas foi denominada uma rua com o seu nome, no Jardim São José, e também em São Paulo, no Jardim Paulista.